# Pobuřování
Pobuřování býval trestný čin, který spočíval v popuzování ostatních proti státu, státním orgánům nebo státnímu zřízení.

## Historie

### Trestní zákon (před rokem 1900)
V rakouském trestním zákonu z roku 1852 šlo o přečin, definovaný jako „haněním, posmíváním, nepravdivým udáváním nebo převracováním příběhů skutečných“ zlehčování úředních rozhodnutí, popouzení k nenávidění či opovrhování úřady, vládou, ale také svědky a znalci u soudu, nebo podávání bezdůvodných stížností. Trestem mohlo být vězení od jednoho do šesti měsíců. Vůči stěžovatelům se ale postupovalo přísněji, „spisovatel takovéto stížnosti“ mohl být i vyhoštěn. Po vzniku republiky byly za protirakouské pobuřování uložené tresty zahlazeny.

### Trestní zákon (1948–1990)
Trestání verbálního pobuřování se ve velkém vrátilo po uchopení moci komunisty v roce 1948. Na základě zákona na ochranu lidově demokratické republiky byl ten, kdo veřejně pobuřoval proti republice, její samostatnosti, územní celistvosti, hospodářské soustavě, národní povaze, ale především proti jejímu lidovědemokratickému zřízení, potrestán tuhým vězením od tří měsíců až do tří let. Podobně mohl být potrestán dokonce i ten, kdo takový projev pobuřování, byť i z hrubé nedbalosti, umožnil nebo usnadnil šířit. Trestní zákon z roku 1950 pak trestný čin Pobuřování proti republice chápal jako nepřátelský projev „k lidově demokratickému řádu“ spočívající kromě už uvedených cílů i v pobuřování proti „vymoženostem pracujícího lidu dosaženým při výstavbě socialismu.“ Trestní sazba zůstala stejná. Podle následujícího trestního zákona z roku 1961 se trestného činu nazvaného již prostě Pobuřování, ale se zvýšenou dolní hranicí trestní sazby na šest měsíců, dopustil ten, kdo „z nepřátelství k socialistickému společenskému a státnímu zřízení republiky nejméně dvě osoby pobuřuje proti socialistickému společenskému a státnímu zřízení republiky, proti její územní celistvosti, obranyschopnosti nebo samostatnosti, nebo proti spojeneckým nebo přátelským vztahům republiky k jiným státům“.
Po 30. červnu 1990 byl tento trestný čin z československého právního řádu vypuštěn a do té doby uložené tresty byly zákonem o soudní rehabilitaci z roku 1990 zahlazeny.